# Jean-Paul Girres
Jean-Paul Girres (* 6. Januar 1961 in Luxemburg) ist ein ehemaliger luxemburgischer Fußballspieler.

## Karriere

### Verein
Girres spielte zwischen 1977 und 1992 für Union Luxemburg, Avenir Beggen und Swift Hesperingen. Mit Avenir Beggen wurde er je zweimal luxemburgischer Meister und Pokalsieger.

### Nationalmannschaft
Zwischen 1980 und 1992 absolvierte Girres 56 Länderspiele für die luxemburgische Nationalmannschaft, in denen er zwei Tore schoss, eines davon am 31. Oktober 1990 beim 2:3 im EM-Qualifikationsspiel gegen den damaligen Weltmeister Deutschland.
Sein erstes Spiel bestritt er am 10. September 1980 bei der 0:5-Niederlage im WM-Qualifikationsspiel gegen Jugoslawien.
Seinen letzten Einsatz hatte er am 28. Oktober 1992 im WM-Qualifikationsspiel gegen Russland, das mit einer 0:2-Niederlage der Luxemburger endete.
In einigen Statistiken werden auch zwei Länderspiele gegen die B-Nationalmannschaften Deutschlands und Frankreichs mitgezählt.

## Erfolge
- Luxemburgischer Meister: 1984 und 1986
- Luxemburgischer Pokalsieger: 1984 und 1987